# Melanocercops phractopa
Melanocercops phractopa là một loài bướm đêm thuộc họ Gracillariidae. Nó được tìm thấy ở Ấn Độ (Bihar) và Nhật Bản (quần đảo Ryukyu).
Sải cánh dài 5.2-6.8 mm.
Ấu trùng ăn Ficus benghalensis, Ficus indica, Ficus infectoria và Ficus microcarpa. Chúng có thể ăn lá nơi chúng làm tổ.